# Kullervo Hurttia
Kullervo Hurttia, född 30 september 1915 i Eno, Finland, död 28 oktober 1953, var en finländsk sångare och skådespelare. Under 1939 gjorde Hurttia 25 skivinspelningar, varav två gjordes tillsammans med sångerskan Terttu Kare. Kullervo Hurttia var gift med Aune Maria Linnea Salo.

## Filmografi
- Miehen vankina, 1943
- Kaksi kivaa kaveria, 1944
- Huijarien huvittavat hipputtajat, 1945